# Speuld

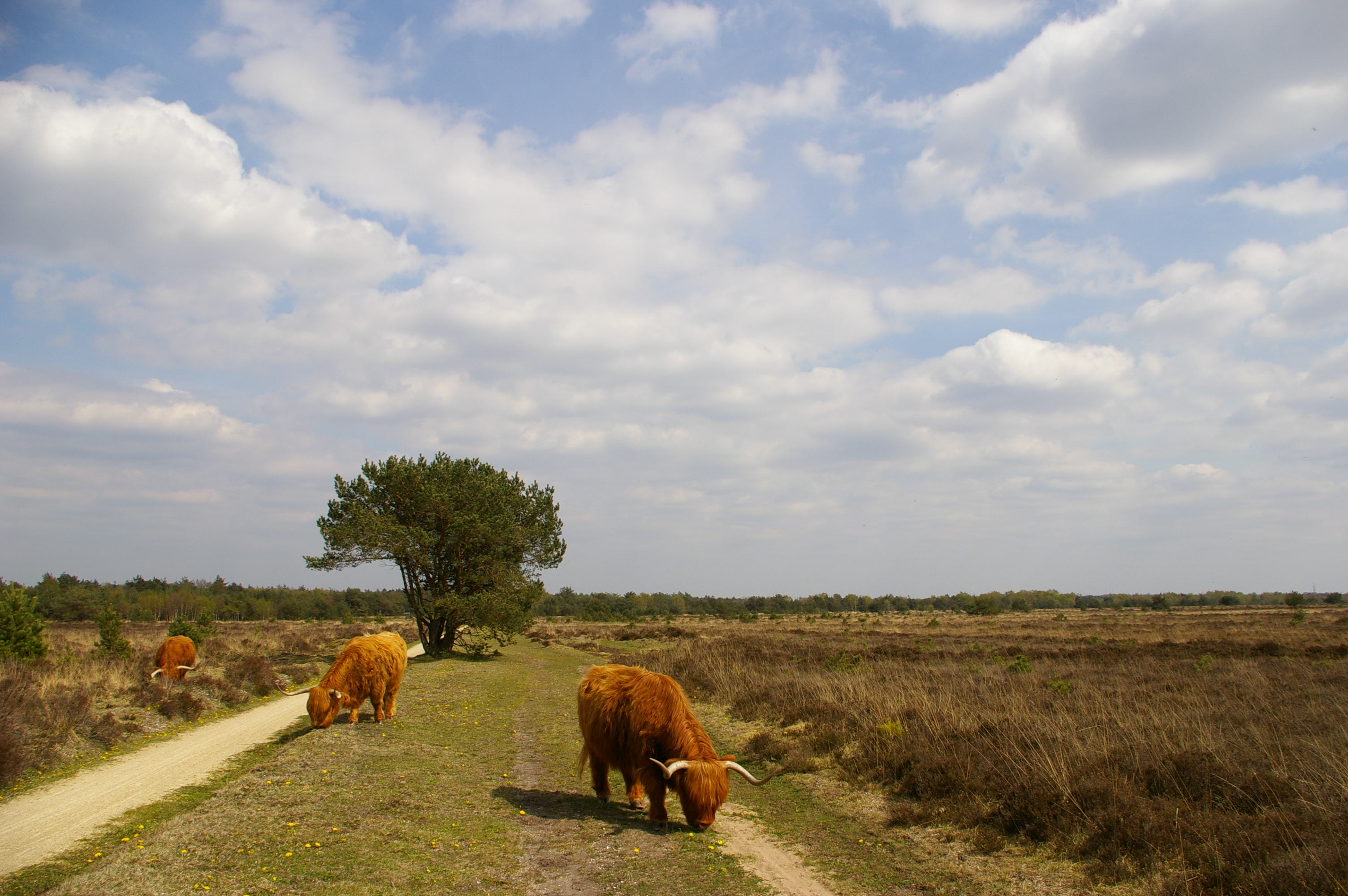
Speulderveld

Speuld is een kleine agrarische buurtschap in de gemeente Ermelo, in de Nederlandse provincie Gelderland. De buurtschap heeft 380 inwoners (2004). Speuld ligt een kleine 7 km ten zuidoosten van het centrum van Ermelo, ruim 4 km ten noorden van Garderen en een kleine kilometer ten zuiden van de provinciale weg 302.
De plaats stamt waarschijnlijk uit de 13e eeuw en heette vroeger Speulde.
Speuld wordt aan alle zijden omgeven door natuurgebieden, te weten de Ermelosche Heide in het noordwesten, het Speulderbos in het westen, het Speulderveld in het zuiden en oosten, de landgoederen Staverden en Leuvenum in het noordoosten.